# Blažim

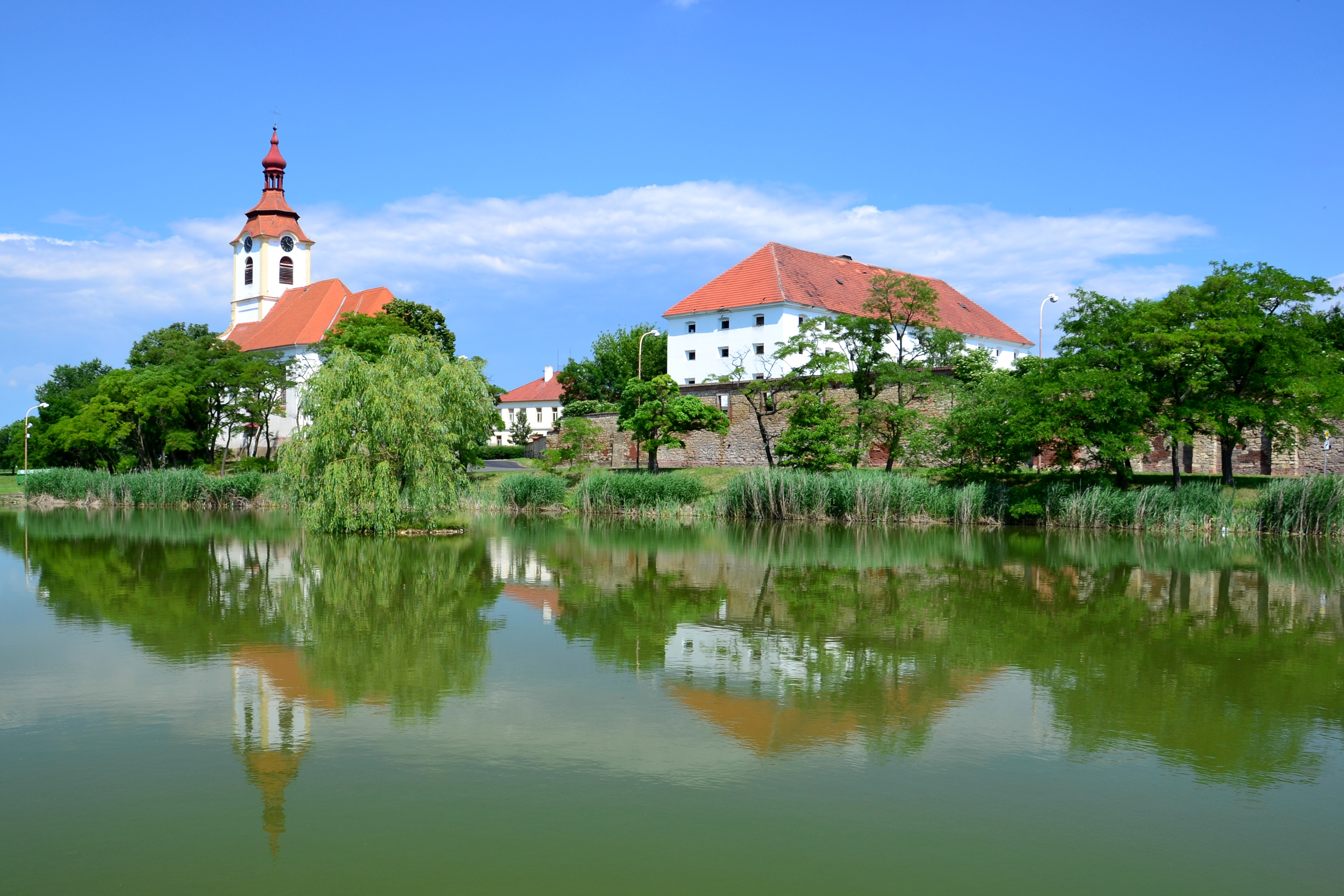
Kirche und Wirtschaftshof Blažim

Blažim (deutsch Ploscha) ist eine Gemeinde in Tschechien. Sie liegt elf Kilometer nordöstlich von Žatec und gehört zum Okres Louny.

## Geographie
Blažim befindet sich im Nordböhmischen Becken in der Quellmulde des Baches Blažimský potok, der am Dorfanger einen Teich speist. Nördlich erhebt sich die Zvonice (275 m), im Osten die Vyhlídka (Baba, 285 m) und im Westen der Uhelný vrch (Kohlberg, 313 m).
Im Nordwesten liegt auf Havraňer Flur das Industriegebiet Joseph und nordöstlich das Restloch eines Braunkohlentagebaus, an dessen Stelle zuvor das Dorf Třískolupy stand, sowie dahinter das Kraftwerk Počerady.
Nachbarorte sind Koporeč und Polerady im Norden, Počerady im Nordosten, Břvany im Osten, Výškov und Vidovle im Südosten, Bitozeves und Tatinná im Süden, Nehasice, Minice und Truzenice im Südwesten, Velemyšleves, Zálezly, Škrle und Voděrady im Westen sowie Sušany, Saběnice und Moravěves im Nordwesten.

## Geschichte
Erstmals schriftlich erwähnt wurde Sblažim 1183 als Besitz des Johanniterordens. Auf der Anhöhe neben der Kirche befand sich eine Feste, die seit 1390 als Sitz des Litolt von Moravěves nachweislich ist. Während der Hussitenkriege bemächtigte sich die Stadt Louny der Güter in Dlažim. 1454 zog Ladislaus Postumus die Feste und das Dorf ein und übergab sie Jaroslav von Vřesovice. Nach dessen Tod folgten 1467 Jindřich Dlažimský von Vřesovice und ab 1533 der Hauptmann des Saazer Kreises, Jan Dlažimský von Vřesovice, als Besitzer. Die Herren von Vřesovice hielten Blažim bis zum Verkauf an Paul Michna von Vacínov im Jahre 1629. Michna schlug die Güter in Blažim der Herrschaft Postelberg zu. 1671 erwarb Georg Ludwig von Sinzendorf Postelberg mit allen zugehörigen Dörfern. Zu dieser Zeit war die alte Feste bereits verfallen. Beim Verkauf der Herrschaft an Ferdinand zu Schwarzenberg wurde neben dem Dorf eine niedergebrannte Schäferei – und letztmals die Feste aufgeführt. Danach wurde das ruinöse Bauwerk zu einem Wirtschaftshof umgebaut. Während des Zwetschgenrummels besetzten preußische Husaren am 27. August 1778 Ploscha, Wischkowa und Potscherad. Seit der Mitte des 19. Jahrhunderts wurden in der Umgebung von Ploscha Braunkohlenschächte betrieben.
Nach der Aufhebung der Patrimonialherrschaften bildete Ploscha/Blažím ab 1850 eine politische Gemeinde im Bezirk Postelberg und nach dessen Aufhebung im Bezirk Saaz. 1930 hatte die Gemeinde 554 Einwohner.
Nach dem Münchner Abkommen wurde Ploscha dem Deutschen Reich zugeschlagen und gehörte bis 1945 zum Landkreis Saaz. 1939 lebten in dem Ort 426 Menschen. Nach dem Ende des Zweiten Weltkrieges kam Blažím zur Tschechoslowakei zurück und die deutsche Bevölkerung wurde vertrieben.
Seit 1961 gehört Blažím zum Okres Louny. Zum Ende der 1960er Jahre wurde zwischen Blažím, Polerady und Počerady ein Braunkohlenfeld erschlossen. Das darauf befindlich Dorf Třískolupy wurde 1973 wegen des Tagebaus devastiert und zwischen Polerady und Počerady ein Kraftwerk errichtet. Zwischen 1981 und 1990 war das Dorf nach Výškov eingemeindet. Bedingt durch die Lage am Tagebau sank die Einwohnerzahl bis 1989 auf 124. Seit 1990 begann die Gemeinde die Vernachlässigungen aus der Zeit der kommunistischen Herrschaft zu beseitigen und es entstanden zudem neue Einfamilienhäuser.

## Gemeindegliederung
Für die Gemeinde Blažim sind keine Ortsteile ausgewiesen.

## Sehenswürdigkeiten
- barocke Kirche des hl. Prokop, in der Ortsmitte am Teich, errichtet 1778 bis 1781 nach Plänen von J. Jakobi
- Hof Blažim, auf erhöhten Platz nördlich des Teiches, im Ostteil sind die Mauern der Feste erhalten
- Pfarrhaus, errichtet 1710/11 nach Plänen von Paul Ignaz Bayer
- Statue des hl. Johannes von Nepomuk, am Teich